# Cardiopetalum
Cardiopetalum es un género de plantas fanerógamas con tres especie perteneciente a la familia de las anonáceas. Son nativas de América meridional.

## Taxonomía
El género fue descrito por Diederich Franz Leonhard von Schlechtendal y publicado en Taxon 39: 678. 1990.  La especie tipo es: Cardiopetalum calophyllum Schltdl. 

## Especies
| - Cardiopetalum calophyllum - Cardiopetalum plicatum - Cardiopetalum surinamense |